# Збірна Хорватії з футболу
Збірна Хорватії з футболу представляє Хорватію в міжнародних матчах і контролюється Хорватським футбольним союзом. Команда існує з 1990 року і була визнана ФІФА та УЄФА влітку 1992 року, через рік після здобуття країною незалежності від Югославії.
Збірна провела свої перші офіційні матчі у відбірковому раунді до чемпіонату Європи 1996 року, за результатами якого команда вийшла у фінальну частину, щоб уперше взяти участь у головному міжнародному турнірі континенту. Найкраще збірна виступила на чемпіонаті світу 2018 року, коли команда дійшла до фіналу, а її капітан Лука Модрич був визнаний кращим гравцем турніру. За двадцять років до цього на чемпіонаті світу 1998 року збірна Хорватії посіла третє місце, в той час як Давор Шукер став найкращим бомбардиром турніру.
Збірна Хорватії двічі, в 1994 і 1998 роках, визнавалася ФІФА командою, яка домоглася найбільшого прогресу в рейтингу збірних за підсумками року, а також займала в ньому місця з 125-го по 3-тє, що становить найбільшу різницю між займаними місцями в рейтингу ФІФА серед усіх збірних команд. У відбіркових турнірах чемпіонатів світу 2002 і 2006 років хорвати виходили у фінальну частину, не зазнавши жодної поразки у відбіркових матчах.
Станом на 28 листопада 2024 посідає 13-e місце у рейтингу футбольних збірних світу.

## Рання історія

### Перші кроки футболу в Хорватії
В Хорватії футбол з'явився в кінці XIX століття. Перші хорватські клуби — «ПНіСК» (хорв. PNiSK (Prvi Nogometni i Sportski Klub) Перший футбольний і спортивний клуб) і «ХАСК» (хорв. HAŠK (Hrvatski Akademski Športski Klub) Хорватський академічний спортивний клуб) — були засновані в 1903 році. Обидва клуби розташовувалися в хорватській столиці Загребі. Трьома роками пізніше саме ці команди провели між собою перший засвідчений в офіційних документах футбольний матч в Хорватії. Зустріч закінчилася внічию — 1:1. Інтерес до футболу поступово зростав. Незабаром з'явилися інші клуби, наприклад «Славія» Трсат (1905), «Конкордія» Загреб (1906), «Сегеста» Сисак (1907), «Кроація» Загреб (1907), «Хайдук» Спліт (1911) і «Граджанскі» Загреб (1911).

### Футбол на тлі воєнних дій (1940—1944)
У 1941 році фашистські формування усташів під керівництвом Анте Павеліча захопили владу в Хорватії і проголосили незалежність. Створена ними Незалежна держава Хорватія, союзник нацистської Німеччини, проіснувала до травня 1945 року, коли вона була ліквідована частинами югославської армії.
Хорватський футбольний союз був створений ще в 1939 році на території автономної Хорватської бановини. У ці ж роки стала проводити свої ігри і збірна Хорватії. Її суперниками були, як правило, національні команди країн, що перебували під контролем Третього рейху, або ж держав, що дотримувалися нейтралітету. Дебютувала хорватська збірна 2 квітня 1940 року в матчі зі збірною Швейцарії в Загребі, також у 1940 році команда провела ще три зустрічі. 17 липня 1941 року Хорватія була прийнята до ФІФА. З 1940 по 1944 роки збірна провела в цілому 19 матчів, у яких 9 разів здобувала перемоги, 4 рази грала внічию і зазнала 6 поразок. Двічі команда з великим рахунком програвала Німеччині (обидва рази з рахунком 1:5) і один раз Італії (0:4). Найбільші перемоги були здобуті над Болгарією (6:0) та Словаччиною (6:1 і 7:3).
У ці роки для клубних команд держав, які входили до списку країн Осі, був організований так званий «Європейський футбольний Кубок». У 1944 році в його фіналі грав хорватський клуб «Граджанскі Загреб», який у цьому найважливішому матчі програв угорському «Надьвараде» (нині ФК «Біхор» Орадя, Румунія) з рахунком 0:4. «Граджанскі» користувався прихильністю фактичного хорватського правителя Анте Павеліча, а деякі футболісти цього клубу, наприклад Іван Хітрец і Звонимир Цимерманчич, були активними прибічниками режиму. Центром опору став сплітський «Хайдук», уболівальники якого при кожному зручному випадку переправлялися з міста на зайнятий британськими військами острів Вис.
У 1945 році, коли югославські партизани звільнили Хорватію з-під німецької окупації, більшість футбольних клубів було розпущено, а їхні архіви знищено.

### Збірна в складі Югославії (1945—1990)
Після Другої світової війни Хорватія була включена як суб'єкт федерації в Соціалістичну Федеративну Республіку Югославію. Хорватські футболісти з 1945 по 1990 роки виступали в кольорах збірної Югославії.
У Загребі незабаром після війни з гравців «ХАСК», «Граджанскі» і «Конкордії» був сформований новий клуб — «Динамо», яке до 1991 року змогло тричі виграти чемпіонат Югославії (1948, 1954 і 1958). У 1960-х роках «Динамо» являло собою реальну силу у футболі не тільки на Балканах, але й у всій Європі. У 1963 році колектив під керівництвом Мілана Антолковіча дійшов до фіналу Кубка Ярмарків, в якому поступився іспанській «Валенсії» в двоматчевому поєдинку (1:2 і 0:2). Чотири роки по тому команда, яку тренували спочатку Бранко Зебец, майбутній наставник «Баварії» та «Гамбурга» (з обома вигравав титул чемпіона Німеччини), а після Іван Хорват, виграла Кубок Ярмарків, перемігши у вирішальній зустрічі англійський «Лідс Юнайтед» (2:0 і 0:0). Крім «Динамо», титул чемпіона Югославії також завойовував «Хайдук» Спліт (1950, 1952, 1955, 1971, 1974, 1975 і 1979).
Кілька хорватських футболістів опинилися в складі збірної Югославії, яка завоювала в 1960 році золоті медалі Олімпіади і тричі грала у фінальних турнірах чемпіонатів світу. У 1962 році одним з п'яти найкращих бомбардирів чемпіонату світу став хорват Дражан Єркович.
Збірній команді Хорватії за ці сорок п'ять років було дозволено провести лише один матч: у вересні 1956 року, в період «відлиги» в країнах соцтабору. Хорвати з рахунком 5:2 обіграли збірну Індонезії.

## Сучасна історія
Першим великим турніром, в якому взяла участь збірна Хорватії, був Чемпіонат Європи з футболу 1996 року. Хорватія потрапила у фінальну частину з 4-ї відбіркової групи, зайнявши в ній перше місце і набравши 23 пункти (7 перемог, 2 нічиї та 1 поразка). Далі у фінальній частині чемпіонату збірна посіла в групі D друге місце і, з 2 перемогами і 1 поразкою від Португалії, пройшла до чвертьфіналу. У чвертьфіналі хорватська команда програла збірній Німеччини з рахунком 1:2.
Наступним значним кроком збірної був виступ на чемпіонаті світу 1998 року. У відбірковому турнірі команда посіла друге місце слідом за збірною Данії і в стикових матчах за вихід у фінальну частину турніру протистояли збірній України. Домашній матч хорвати виграли 2:0, а в Києві змогли домогтися нічийного результату — 1:1. На груповому етапі фінальної частини чемпіонату світу Хорватія зайняла друге місце в групі H, пропустивши вперед збірну Аргентини і випередивши новачків турніру — команди Японії та Ямайки. В 1 / 8 фіналу збірна Хорватії обіграла Румунію з рахунком 1:0, з пенальті відзначився Давор Шукер. У чвертьфіналі хорвати зуміли здобути велику перемогу над збірною Німеччини, яка пропустила у свої ворота три м'ячі. У півфіналі хорвати поступилися майбутнім чемпіонам світу французам (1:2), виграючи по ходу матчу після чергового гола Шукера. Втіхою дебютантам чемпіонатів світу стало третє місце, вигране у голландців з результатом 2:1. Нападник хорватів Давор Шукер став з шістьма забитими м'ячами найкращим снайпером цього турніру.
Після такого успіху виступ у відбірковому турнірі чемпіонату Європи 2000 року виявився для хорватської збірної трагічним. У відбірковій групі команда посіла лише третє місце, поступившись збірним Ірландії та Югославії.
У 2000 році на зміну Мирославу Блажевичу на пост головного тренера збірної прийшов Мірко Йозич, який зумів впоратися зі зміною поколінь, яка настала в команді. Відбірний турнір до чемпіонату світу 2002 року був виграний з першого місця в групі, в ній хорвати випередили збірні Бельгії і Шотландії. Однак у фінальному турнірі, що проходив в Японії та Кореї, хорватська команда не змогла навіть вийти з групи. У цьому їй не допомогла навіть здобута перемога над Італією (2:1) — у заключному матчі в групі хорвати програли збірній Еквадору (0:1) і залишилися лише третіми, пропустивши вперед італійців і збірну Мексики.
У проміжок між 17 жовтня 1990 та 7 червня 2006 року збірна Хорватії зіграла 145 міжнародних матчів з такими результатами: 72 перемоги, 43 нічиїх і 30 поразок.
Збірна Хорватії визнавалася ФІФА «Проривом року» в 1994 і 1998 роках.

## Досягнення

### Кубок Світу
| Чемпіонат світу | Чемпіонат світу                     | Чемпіонат світу                     | Чемпіонат світу                     | Чемпіонат світу                     | Чемпіонат світу                     | Чемпіонат світу                     | Чемпіонат світу                     | Чемпіонат світу                     |                                     | Кваліфікація | Кваліфікація | Кваліфікація | Кваліфікація | Кваліфікація | Кваліфікація | Кваліфікація |
| Рік             | Раунд                               | Місце                               | І                                   | В                                   | Н                                   | П                                   | М+                                  | М-                                  | Місце                               | І            | В            | Н            | П            | М+           | М-           |              |
| --------------- | ----------------------------------- | ----------------------------------- | ----------------------------------- | ----------------------------------- | ----------------------------------- | ----------------------------------- | ----------------------------------- | ----------------------------------- | ----------------------------------- | ------------ | ------------ | ------------ | ------------ | ------------ | ------------ | ------------ |
| 1930            | Були частиною Королівства Югословія | Були частиною Королівства Югословія | Були частиною Королівства Югословія | Були частиною Королівства Югословія | Були частиною Королівства Югословія | Були частиною Королівства Югословія | Були частиною Королівства Югословія | Були частиною Королівства Югословія | Були частиною Королівства Югословія | Н/Д          | Н/Д          | Н/Д          | Н/Д          | Н/Д          | Н/Д          | Н/Д          |
| 1934            | Були частиною Королівства Югословія | Були частиною Королівства Югословія | Були частиною Королівства Югословія | Були частиною Королівства Югословія | Були частиною Королівства Югословія | Були частиною Королівства Югословія | Були частиною Королівства Югословія | Були частиною Королівства Югословія | Були частиною Королівства Югословія | Н/Д          | Н/Д          | Н/Д          | Н/Д          | Н/Д          | Н/Д          | Н/Д          |
| 1938            | Були частиною Королівства Югословія | Були частиною Королівства Югословія | Були частиною Королівства Югословія | Були частиною Королівства Югословія | Були частиною Королівства Югословія | Були частиною Королівства Югословія | Були частиною Королівства Югословія | Були частиною Королівства Югословія | Були частиною Королівства Югословія | Н/Д          | Н/Д          | Н/Д          | Н/Д          | Н/Д          | Н/Д          | Н/Д          |
| 1950            | Були частиною Югословії             | Були частиною Югословії             | Були частиною Югословії             | Були частиною Югословії             | Були частиною Югословії             | Були частиною Югословії             | Були частиною Югословії             | Були частиною Югословії             | Були частиною Югословії             | Н/Д          | Н/Д          | Н/Д          | Н/Д          | Н/Д          | Н/Д          | Н/Д          |
| 1954            | Були частиною Югословії             | Були частиною Югословії             | Були частиною Югословії             | Були частиною Югословії             | Були частиною Югословії             | Були частиною Югословії             | Були частиною Югословії             | Були частиною Югословії             | Були частиною Югословії             | Н/Д          | Н/Д          | Н/Д          | Н/Д          | Н/Д          | Н/Д          | Н/Д          |
| 1958            | Були частиною Югословії             | Були частиною Югословії             | Були частиною Югословії             | Були частиною Югословії             | Були частиною Югословії             | Були частиною Югословії             | Були частиною Югословії             | Були частиною Югословії             | Були частиною Югословії             | Н/Д          | Н/Д          | Н/Д          | Н/Д          | Н/Д          | Н/Д          | Н/Д          |
| 1962            | Були частиною Югословії             | Були частиною Югословії             | Були частиною Югословії             | Були частиною Югословії             | Були частиною Югословії             | Були частиною Югословії             | Були частиною Югословії             | Були частиною Югословії             | Були частиною Югословії             | Н/Д          | Н/Д          | Н/Д          | Н/Д          | Н/Д          | Н/Д          | Н/Д          |
| 1966            | Були частиною Югословії             | Були частиною Югословії             | Були частиною Югословії             | Були частиною Югословії             | Були частиною Югословії             | Були частиною Югословії             | Були частиною Югословії             | Були частиною Югословії             | Були частиною Югословії             | Н/Д          | Н/Д          | Н/Д          | Н/Д          | Н/Д          | Н/Д          | Н/Д          |
| 1970            | Були частиною Югословії             | Були частиною Югословії             | Були частиною Югословії             | Були частиною Югословії             | Були частиною Югословії             | Були частиною Югословії             | Були частиною Югословії             | Були частиною Югословії             | Були частиною Югословії             | Н/Д          | Н/Д          | Н/Д          | Н/Д          | Н/Д          | Н/Д          | Н/Д          |
| 1974            | Були частиною Югословії             | Були частиною Югословії             | Були частиною Югословії             | Були частиною Югословії             | Були частиною Югословії             | Були частиною Югословії             | Були частиною Югословії             | Були частиною Югословії             | Були частиною Югословії             | Н/Д          | Н/Д          | Н/Д          | Н/Д          | Н/Д          | Н/Д          | Н/Д          |
| 1978            | Були частиною Югословії             | Були частиною Югословії             | Були частиною Югословії             | Були частиною Югословії             | Були частиною Югословії             | Були частиною Югословії             | Були частиною Югословії             | Були частиною Югословії             | Були частиною Югословії             | Н/Д          | Н/Д          | Н/Д          | Н/Д          | Н/Д          | Н/Д          | Н/Д          |
| 1982            | Були частиною Югословії             | Були частиною Югословії             | Були частиною Югословії             | Були частиною Югословії             | Були частиною Югословії             | Були частиною Югословії             | Були частиною Югословії             | Були частиною Югословії             | Були частиною Югословії             | Н/Д          | Н/Д          | Н/Д          | Н/Д          | Н/Д          | Н/Д          | Н/Д          |
| 1986            | Були частиною Югословії             | Були частиною Югословії             | Були частиною Югословії             | Були частиною Югословії             | Були частиною Югословії             | Були частиною Югословії             | Були частиною Югословії             | Були частиною Югословії             | Були частиною Югословії             | Н/Д          | Н/Д          | Н/Д          | Н/Д          | Н/Д          | Н/Д          | Н/Д          |
| 1990            | Були частиною Югословії             | Були частиною Югословії             | Були частиною Югословії             | Були частиною Югословії             | Були частиною Югословії             | Були частиною Югословії             | Були частиною Югословії             | Були частиною Югословії             | Були частиною Югословії             | Н/Д          | Н/Д          | Н/Д          | Н/Д          | Н/Д          | Н/Д          | Н/Д          |
| 1994            | Не були членом FIFA                 | Не були членом FIFA                 | Не були членом FIFA                 | Не були членом FIFA                 | Не були членом FIFA                 | Не були членом FIFA                 | Не були членом FIFA                 | Не були членом FIFA                 | Не були членом FIFA                 | Н/Д          | Н/Д          | Н/Д          | Н/Д          | Н/Д          | Н/Д          | Н/Д          |
| 1998            | Третє місце                         | 3                                   | 7                                   | 5                                   | 0                                   | 2                                   | 11                                  | 5                                   | 2-ге                                | 10           | 5            | 4            | 1            | 20           | 13           |              |
| 2002            | Груповий етап                       | 23-тє                               | 3                                   | 1                                   | 0                                   | 2                                   | 2                                   | 3                                   | 1-ше                                | 8            | 5            | 3            | 0            | 15           | 2            |              |
| 2006            | Груповий етап                       | 22-ге                               | 3                                   | 0                                   | 2                                   | 1                                   | 2                                   | 3                                   | 1-ше                                | 10           | 7            | 3            | 0            | 21           | 5            |              |
| 2010            | Не пройшли кваліфікацію             | Не пройшли кваліфікацію             | Не пройшли кваліфікацію             | Не пройшли кваліфікацію             | Не пройшли кваліфікацію             | Не пройшли кваліфікацію             | Не пройшли кваліфікацію             | Не пройшли кваліфікацію             | Не пройшли кваліфікацію             | 3-тє         | 10           | 6            | 2            | 2            | 19           | 13           |
| 2014            | Груповий етап                       | 19-те                               | 3                                   | 1                                   | 0                                   | 2                                   | 6                                   | 6                                   | 2-ге                                | 12           | 6            | 3            | 3            | 14           | 9            |              |
| 2018            | Фіналісти                           | 2                                   | 7                                   | 4                                   | 2                                   | 1                                   | 14                                  | 9                                   | 2-ге                                | 12           | 7            | 3            | 2            | 19           | 5            |              |
| 2022            | Третє місце                         | 3                                   | 7                                   | 2                                   | 4                                   | 1                                   | 8                                   | 7                                   | 1-ше                                | 10           | 7            | 2            | 1            | 21           | 4            |              |
| 2026            | Н/Д                                 | Н/Д                                 | Н/Д                                 | Н/Д                                 | Н/Д                                 | Н/Д                                 | Н/Д                                 | Н/Д                                 | Н/Д                                 | Н/Д          | Н/Д          | Н/Д          | Н/Д          | Н/Д          | Н/Д          |              |
| Загалом         | Фіналісти                           | 6/22                                | 30                                  | 13                                  | 8                                   | 9                                   | 43                                  | 33                                  | 6/7                                 | 72           | 43           | 20           | 9            | 129          | 51           |              |

### Чемпіонат Європи
| Чемпіонат Європи | Чемпіонат Європи        | Чемпіонат Європи        | Чемпіонат Європи        | Чемпіонат Європи        | Чемпіонат Європи        | Чемпіонат Європи        | Чемпіонат Європи        | Чемпіонат Європи        |                         | Кваліфікація | Кваліфікація | Кваліфікація | Кваліфікація | Кваліфікація | Кваліфікація | Кваліфікація |
| Рік              | Раунд                   | Місце                   | І                       | В                       | Н                       | П                       | М+                      | М-                      | Місце                   | І            | В            | Н            | П            | М+           | М-           |              |
| ---------------- | ----------------------- | ----------------------- | ----------------------- | ----------------------- | ----------------------- | ----------------------- | ----------------------- | ----------------------- | ----------------------- | ------------ | ------------ | ------------ | ------------ | ------------ | ------------ | ------------ |
| 1960             | Були частиною Югословії | Були частиною Югословії | Були частиною Югословії | Були частиною Югословії | Були частиною Югословії | Були частиною Югословії | Були частиною Югословії | Були частиною Югословії | Були частиною Югословії |              |              |              |              |              |              |              |
| 1964             | Були частиною Югословії | Були частиною Югословії | Були частиною Югословії | Були частиною Югословії | Були частиною Югословії | Були частиною Югословії | Були частиною Югословії | Були частиною Югословії | Були частиною Югословії |              |              |              |              |              |              |              |
| 1968             | Були частиною Югословії | Були частиною Югословії | Були частиною Югословії | Були частиною Югословії | Були частиною Югословії | Були частиною Югословії | Були частиною Югословії | Були частиною Югословії | Були частиною Югословії |              |              |              |              |              |              |              |
| 1972             | Були частиною Югословії | Були частиною Югословії | Були частиною Югословії | Були частиною Югословії | Були частиною Югословії | Були частиною Югословії | Були частиною Югословії | Були частиною Югословії | Були частиною Югословії |              |              |              |              |              |              |              |
| 1976             | Були частиною Югословії | Були частиною Югословії | Були частиною Югословії | Були частиною Югословії | Були частиною Югословії | Були частиною Югословії | Були частиною Югословії | Були частиною Югословії | Були частиною Югословії |              |              |              |              |              |              |              |
| 1980             | Були частиною Югословії | Були частиною Югословії | Були частиною Югословії | Були частиною Югословії | Були частиною Югословії | Були частиною Югословії | Були частиною Югословії | Були частиною Югословії | Були частиною Югословії |              |              |              |              |              |              |              |
| 1984             | Були частиною Югословії | Були частиною Югословії | Були частиною Югословії | Були частиною Югословії | Були частиною Югословії | Були частиною Югословії | Були частиною Югословії | Були частиною Югословії | Були частиною Югословії |              |              |              |              |              |              |              |
| 1988             | Були частиною Югословії | Були частиною Югословії | Були частиною Югословії | Були частиною Югословії | Були частиною Югословії | Були частиною Югословії | Були частиною Югословії | Були частиною Югословії | Були частиною Югословії |              |              |              |              |              |              |              |
| 1992             | Були частиною Югословії | Були частиною Югословії | Були частиною Югословії | Були частиною Югословії | Були частиною Югословії | Були частиною Югословії | Були частиною Югословії | Були частиною Югословії | Були частиною Югословії |              |              |              |              |              |              |              |
| 1996             | Чвертьфінал             | 7-ме                    | 4                       | 2                       | 0                       | 2                       | 5                       | 5                       | 1-ше                    | 10           | 7            | 2            | 1            | 22           | 5            |              |
| 2000             | Не пройшли кваліфікацію | Не пройшли кваліфікацію | Не пройшли кваліфікацію | Не пройшли кваліфікацію | Не пройшли кваліфікацію | Не пройшли кваліфікацію | Не пройшли кваліфікацію | Не пройшли кваліфікацію | Не пройшли кваліфікацію | 3-тє         | 8            | 4            | 3            | 1            | 13           | 9            |
| 2004             | Груповий етап           | 13-те                   | 3                       | 0                       | 2                       | 1                       | 4                       | 6                       | 2-ге                    | 10           | 6            | 2            | 2            | 14           | 5            |              |
| 2008             | Чвертьфінал             | 5-те                    | 4                       | 3                       | 1                       | 0                       | 5                       | 2                       | 1-ше                    | 12           | 9            | 2            | 1            | 28           | 8            |              |
| 2012             | Груповий етап           | 10-те                   | 3                       | 1                       | 1                       | 1                       | 4                       | 3                       | 2-ге                    | 12           | 8            | 2            | 2            | 21           | 7            |              |
| 2016             | 1/8 фіналу              | 9-те                    | 4                       | 2                       | 1                       | 1                       | 5                       | 4                       | 2-ге                    | 10           | 6            | 3            | 1            | 20           | 5            |              |
| 2020             | 1/8 фіналу              | 14-те                   | 4                       | 1                       | 1                       | 2                       | 7                       | 8                       | 1-ше                    | 8            | 5            | 2            | 1            | 17           | 7            |              |
| 2024             | Н/Д                     | Н/Д                     | Н/Д                     | Н/Д                     | Н/Д                     | Н/Д                     | Н/Д                     | Н/Д                     | Н/Д                     | 2-ге         | 8            | 5            | 1            | 2            | 13           | 4            |
| 2028             | Н/Д                     | Н/Д                     | Н/Д                     | Н/Д                     | Н/Д                     | Н/Д                     | Н/Д                     | Н/Д                     | Н/Д                     | TBD          | Н/Д          | Н/Д          | Н/Д          | Н/Д          | Н/Д          | Н/Д          |
| Загалом          | Чвертьфінал             | 6/16                    | 22                      | 9                       | 6                       | 7                       | 30                      | 28                      | 7/8                     | 78           | 50           | 17           | 11           | 148          | 50           |              |

### Ліга націй УЄФА
| Груповий етап Ліги націй УЄФА | Груповий етап Ліги націй УЄФА | Груповий етап Ліги націй УЄФА | Груповий етап Ліги націй УЄФА | Груповий етап Ліги націй УЄФА | Груповий етап Ліги націй УЄФА | Груповий етап Ліги націй УЄФА | Груповий етап Ліги націй УЄФА | Груповий етап Ліги націй УЄФА | Груповий етап Ліги націй УЄФА | Груповий етап Ліги націй УЄФА | Груповий етап Ліги націй УЄФА |         | Фінал чотирьох          | Фінал чотирьох          | Фінал чотирьох          | Фінал чотирьох          | Фінал чотирьох          | Фінал чотирьох          | Фінал чотирьох          | Фінал чотирьох          |
| Сезон                         | Л                             | Г                             | М                             | І                             | В                             | Н                             | П                             | М+                            | М-                            | П/П                           | Рей                           | Рік     | Місце                   | І                       | В                       | Н                       | П                       | М+                      | М-                      |                         |
| ----------------------------- | ----------------------------- | ----------------------------- | ----------------------------- | ----------------------------- | ----------------------------- | ----------------------------- | ----------------------------- | ----------------------------- | ----------------------------- | ----------------------------- | ----------------------------- | ------- | ----------------------- | ----------------------- | ----------------------- | ----------------------- | ----------------------- | ----------------------- | ----------------------- | ----------------------- |
| 2018–19                       | A                             | 4                             | 3-тє                          | 4                             | 1                             | 1                             | 2                             | 4                             | 10                            | Same position                 | 9-те                          | 2019    | Не пройшли кваліфікацію | Не пройшли кваліфікацію | Не пройшли кваліфікацію | Не пройшли кваліфікацію | Не пройшли кваліфікацію | Не пройшли кваліфікацію | Не пройшли кваліфікацію | Не пройшли кваліфікацію |
| 2020–21                       | A                             | 3                             | 3-тє                          | 6                             | 1                             | 0                             | 5                             | 9                             | 16                            | Same position                 | 12-те                         | 2021    | Не пройшли кваліфікацію | Не пройшли кваліфікацію | Не пройшли кваліфікацію | Не пройшли кваліфікацію | Не пройшли кваліфікацію | Не пройшли кваліфікацію | Не пройшли кваліфікацію | Не пройшли кваліфікацію |
| 2022–23                       | A                             | 1                             | 1-ше                          | 6                             | 4                             | 1                             | 1                             | 8                             | 6                             | Same position                 | 2                             | 2023    | Фіналісти               | 2                       | 1                       | 1                       | 0                       | 4                       | 2                       |                         |
| Загалом                       | Загалом                       | Загалом                       | Загалом                       | 16                            | 6                             | 2                             | 8                             | 21                            | 32                            | Фіналісти                     | Фіналісти                     | Загалом | 1/3                     | 2                       | 1                       | 1                       | 0                       | 4                       | 2                       |                         |

## Головні тренери
- Дражан Єркович, 1990—1991
- Станко Поклепович, 1992
- Влатко Маркович, 1993
- Мирослав Блажевич, 1994—2000
- Мірко Йозич, 2000—2002
- Отто Барич, 2002—2004
- Златко Краньчар, 2004—2006
- Славен Білич, 2006—2012
- Ігор Штимаць, 2012—2013
- Ніко Ковач, 2013—2015
- Анте Чачич, 2015—2017
- Златко Далич, 2017—

## Найкращі гравці
Станом на 25 червня 2024 року. Див. також: Гравці збірної Хорватії з футболу
| #   | Гравець         | Ігор | Голів | Період    |
| --- | --------------- | ---- | ----- | --------- |
| 1   | Лука Модрич     | 178  | 26    | 2006—н.ч. |
| 2-3 | Дарійо Срна     | 134  | 22    | 2002—2016 |
| 3-3 | Іван Перишич    | 134  | 33    | 2011—2023 |
| 4   | Стипе Плетикоса | 114  | 0     | 1999—2014 |
| 5   | Іван Ракитич    | 106  | 15    | 2007—2019 |
| 6-7 | Йосип Шимунич   | 105  | 3     | 2001—2013 |
| 7-7 | Домагой Віда    | 105  | 4     | 2010—н.ч. |
| 8-9 | Івиця Олич      | 104  | 20    | 2002—2015 |
| 9-9 | Матео Ковачич   | 104  | 5     | 2013—н.ч. |
| 10  | Ведран Чорлука  | 103  | 3     | 2006—2018 |

| #     | Гравець          | Період    | Голів | Ігор | За гру |
| ----- | ---------------- | --------- | ----- | ---- | ------ |
| 1     | Давор Шукер      | 1990—2002 | 45    | 69   | 0.65   |
| 2-3   | Маріо Манджукич  | 2007—2018 | 33    | 89   | 0.37   |
| 3-3   | Іван Перишич     | 2011—2023 | 33    | 123  | 0.27   |
| 4-5   | Едуардо да Сілва | 2004—2014 | 29    | 69   | 0.42   |
| 5-5   | Андрей Крамарич  | 2014—н.ч. | 29    | 96   | 0.31   |
| 6     | Лука Модрич      | 2006—н.ч. | 26    | 178  | 0.14   |
| 7     | Дарійо Срна      | 2002—2016 | 22    | 123  | 0.16   |
| 8     | Івиця Олич       | 2002—2015 | 20    | 104  | 0.19   |
| 9-12  | Ніко Краньчар    | 2004—2013 | 15    | 81   | 0.2    |
| 10-12 | Никола Калинич   | 2008—2018 | 15    | 42   | 0.36   |
| 11-12 | Горан Влаович    | 1992—2002 | 15    | 51   | 0.29   |
| 12-12 | Іван Ракитич     | 2007—2019 | 15    | 106  | 0.14   |

### Поточний склад
Наступні 26 гравців були оголошені у списку збірної для участі у Євро-2024.
Вік гравців наведено на день початку змагання (14 червня 2024 року), дані про кількість матчів і голів — на 17 травня 2024 року.
| №  | Поз. | Гравець               | Дата народження (вік)            | Ігри | Голи | Клуб                 |
| -- | ---- | --------------------- | -------------------------------- | ---- | ---- | -------------------- |
| 1  | ВР   | Доминик Ливакович     | 9 січня 1995 (вік 29 років)      | 52   | 0    | Фенербахче           |
| 23 | ВР   | Івиця Івушич          | 1 лютого 1995 (вік 29 років)     | 6    | 0    | Пафос                |
| 12 | ВР   | Недилько Лабрович     | 10 жовтня 1999 (вік 24 роки)     | 1    | 0    | Рієка                |
|    |      |                       |                                  |      |      |                      |
| 21 | ЗХ   | Домагой Віда          | 29 квітня 1989 (вік 35 років)    | 104  | 4    | АЕК                  |
| 22 | ЗХ   | Йосип Юранович        | 16 серпня 1995 (вік 28 років)    | 36   | 0    | Уніон (Берлін)       |
| 4  | ЗХ   | Йошко Гвардіол        | 23 січня 2002 (вік 22 роки)      | 29   | 2    | Манчестер Сіті       |
| 19 | ЗХ   | Борна Соса            | 21 січня 1998 (вік 26 років)     | 19   | 1    | Аякс (Амстердам)     |
| 2  | ЗХ   | Йосип Станішич        | 2 квітня 2000 (вік 24 роки)      | 17   | 0    | Баєр 04              |
| 6  | ЗХ   | Йосип Шутало          | 28 лютого 2000 (вік 24 роки)     | 13   | 0    | Аякс (Амстердам)     |
| 5  | ЗХ   | Мартін Ерлич          | 24 січня 1998 (вік 26 років)     | 8    | 0    | Сассуоло             |
| 3  | ЗХ   | Марин Понграчич       | 11 вересня 1997 (вік 26 років)   | 6    | 0    | Лечче                |
|    |      |                       |                                  |      |      |                      |
| 10 | ПЗ   | Лука Модрич (капітан) | 9 вересня 1985 (вік 38 років)    | 174  | 24   | Реал Мадрид          |
| 8  | ПЗ   | Матео Ковачич         | 6 травня 1994 (вік 30 років)     | 99   | 5    | Манчестер Сіті       |
| 11 | ПЗ   | Марцело Брозович      | 16 листопада 1992 (вік 31 рік)   | 95   | 7    | Ан-Наср (Ер-Ріяд)    |
| 15 | ПЗ   | Маріо Пашалич         | 9 лютого 1995 (вік 29 років)     | 62   | 10   | Аталанта             |
| 13 | ПЗ   | Никола Влашич         | 4 жовтня 1997 (вік 26 років)     | 55   | 8    | Торіно               |
| 7  | ПЗ   | Ловро Маєр            | 17 січня 1998 (вік 26 років)     | 29   | 6    | Вольфсбург           |
| 18 | ПЗ   | Лука Іванушець        | 26 листопада 1998 (вік 25 років) | 19   | 2    | Феєнорд              |
| 25 | ПЗ   | Лука Сучич            | 8 вересня 2002 (вік 21 рік)      | 5    | 0    | Ред Булл (Зальцбург) |
| 26 | ПЗ   | Мартин Батурина       | 16 лютого 2003 (вік 21 рік)      | 2    | 0    | Динамо (Загреб)      |
|    |      |                       |                                  |      |      |                      |
| 14 | НП   | Іван Перишич          | 2 лютого 1989 (вік 35 років)     | 129  | 33   | Хайдук (Спліт)       |
| 9  | НП   | Андрей Крамарич       | 19 червня 1991 (вік 32 роки)     | 91   | 28   | Гоффенгайм 1899      |
| 17 | НП   | Бруно Петкович        | 16 вересня 1994 (вік 29 років)   | 36   | 11   | Динамо (Загреб)      |
| 20 | НП   | Марко П'яца           | 6 травня 1995 (вік 29 років)     | 25   | 1    | Рієка                |
| 16 | НП   | Анте Будимир          | 22 липня 1991 (вік 32 роки)      | 19   | 2    | Осасуна              |
| 24 | НП   | Марко Пашалич         | 14 вересня 2000 (вік 23 роки)    | 4    | 0    | Рієка                |

## Форма
| 1990 | 1996–1997 · Домашня | 1998–2000 · Домашня | 2002–2004 · Домашня | 2004–2006 · Домашня | 2006–2008 · Домашня | 2008–2010 · Домашня | 2010–2012 · Домашня | 2012–2014 · Домашня | 2014–2016 · Домашня | 2016–2017 · Домашня |

| 1940 | 1996–1997 · Гостьова | 1998–2000 · Гостьова | 2002–2004 · Гостьова | 2004–2006 · Гостьова | 2006–2008 · Гостьова | 2008–2010 · Гостьова | 2010–2012 · Гостьова | 2012–2014 · Гостьова | 2014–2016 · Гостьова | 2016–2017 · Гостьова |